# Treales
Treales är en by i Lancashire i England. Byn nämndes i Domedagsboken (Domesday Book) år 1086, och kallades då Treules.